# UFC on ESPN: The Korean Zombie vs. Ige
UFC on ESPN: The Korean Zombie vs. Ige (también conocido como UFC on ESPN 25 y UFC Vegas 29) fue un evento de artes marciales mixtas producido por Ultimate Fighting Championship que tuvo lugar el 19 de junio de 2021 en las instalaciones del UFC Apex en Enterprise, Nevada, parte del área metropolitana de Las Vegas, Estados Unidos.

## Antecedentes
El combate de peso pluma entre Jung Chan-sung, exretador al Campeonato de Peso Pluma de la UFC, y Dan Ige fue la pelea principal del evento.
Un combate de peso wélter entre Tim Means y Danny Roberts fue brevemente vinculado al evento. Sin embargo, Roberts fue retirado en los días previos al evento debido a los protocolos de COVID-19, mientras que Means fue reprogramado una semana después contra Nicolas Dalby.
Se esperaba un combate de peso mosca entre Tagir Ulanbekov y Tyson Nam. Sin embargo, el combate nunca fue anunciado oficialmente por la promoción y el enfrentamiento no tuvo lugar en la cartelera debido a una reciente enfermedad no revelada de Ulanbekov.

## Premios de bonificación
Los siguientes luchadores recibieron bonificaciones de $50000 dólares.
- Pelea de la noche: Marlon Vera vs. Davey Grant
- Actuación de la noche: Seung Woo Choi y Matt Brown